# Twistgrip

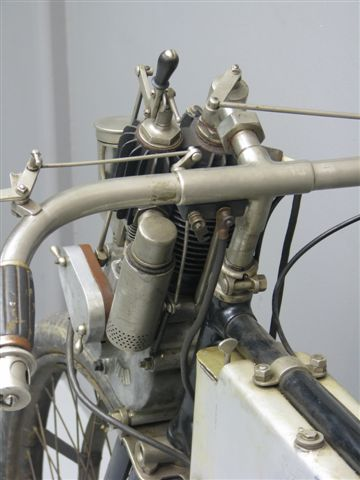
De voorloper van het gashandvat: benzinedamp wordt gemengd met lucht die via het gaatje in het linker handvat binnenkomt. Door het verdraaien van dit "gashendel" regelde men de snelheid (Raleigh uit 1902)

Een twistgrip of gashendel is een draaibaar stuurhandvat van een motorfiets. 
Bij de eerste motorfietsen werd gas gegeven met manettes, hoewel Gottlieb Daimler zijn Einspur in 1885 al uitrustte met een draaibaar handvat.
Normaal gesproken wordt een twistgrip gebruikt om gas te geven (draai-gashendel), maar sommige motorfietsmerken, zoals Royal Pioneer, gebruikten er meer, bijvoorbeeld om de voorontsteking te regelen.
Met een twistgrip is het mogelijk om zeer gecontroleerd gas te geven, maar soms is het belangrijk dat er een zeer snelle reactie volgt. Dan wordt een twistgrip met een korte overbrenging gebruikt, die onnauwkeurig maar snel werkt. Dit gebeurt bijvoorbeeld bij motorfietsen die in motorsport-wedstrijden worden gebruikt. De benaming voor dit systeem is "snelgas".
De Amerikaanse constructeur Glenn Hammond Curtiss wordt als de uitvinder van het draaibare gashendel beschouwd.